# Ici Gironde
Ici Gironde, anciennement France Bleu Gironde, est l'une des 44 stations de radio généralistes du réseau Ici de Radio France.  
Elle dessert le département de la Gironde et peut également être reçue dans le nord du département des Landes, dans une partie de la Dordogne et dans le sud de la Charente-Maritime.

## Histoire
La première expérience radiophonique à Bordeaux a démarré en 1923 avec les premières émissions de la station Bordeaux-Lafayette-PTT en grandes ondes sur 1950 mètres. Radio PTT Bordeaux-Lafayette fut donc en 1923 la première station régionale d'État à émettre après Radio Lyon-La Doua, mais Radio PTT Toulouse fut en 1925 la première à diffuser de façon régulière, car les émissions régulières de Radio PTT Bordeaux-Lafayette ne débutent qu'en mars 1926. La station finit par cesser les émissions en juin 1940 après le discours du Maréchal Pétain, ordonnant l'arrêt des combats. 
La radiodiffusion publique renaîtra en 1945 et dépendra successivement de la RDF, de la RTF, de l'ORTF, de FR3, puis de Radio France dès le 1er janvier 1983 (en application de la loi du 29 juillet 1982 sur la communication audiovisuelle).
Le 24 décembre 1983, Radio Bordeaux-Gironde commence ses émissions et elle est renommée en 1986, Radio France Bordeaux-Gironde.
Le 4 septembre 2000, avec la fédération des radios locales de Radio France en un réseau « France Bleu », mettant en œuvre un format cohérent pour l'ensemble des stations et produisant des programmes venant compléter l'offre locale, Radio France Bordeaux-Gironde change de nom à l'occasion.  
La direction du réseau crée également huit délégations régionales, ici Aquitaine/Poitou-Charentes, soit sept stations : FB Poitou, FB La Rochelle, FB Gironde, FB Périgord, FB Gascogne, FB Pays Basque et FB Béarn. 
Au 1er janvier 2013, le périmètre de la délégation régionale change et passe à six stations, les cinq aquitaines auxquelles vient s'ajouter FB Toulouse ; FB La Rochelle et FB Poitou rejoignant la délégation Grand Ouest. 
Le 13 octobre 2020 marque le début de la diffusion de la matinale de 7h à 9h00 sur France 3 Aquitaine (émetteurs girondins).

## Siège local
Le siège local est situé au 91 rue Nuyens à Bordeaux.

## Direction locale
- Directeur : Gabriel Valdisserri
- Rédacteur en chef : Yves Maugue
- Responsable des programmes : Véronique Sapet
- Responsable technique : Christophe Délis

## Audience
En 2015, France Bleu Gironde compte 78 000 auditeurs et une audience cumulée de 6.1%[réf. nécessaire].